# Paul-Dolf Neis
Paul-Dolf Neis (* 26. Juli 1933 in Köln; † 3. Dezember 1996 in Leipzig) war ein deutscher Film- und Theaterschauspieler sowie Synchron- und Hörspielsprecher.

## Leben
Paul-Dolf Neis absolvierte seine Schauspielausbildung in den Jahren 1953–1955 an der Max-Reinhardt-Schule in West-Berlin. Sein erstes Bühnenengagement hatte er 1955 am dortigen Schloßparktheater. Neis´ Lehrer hatte ihm gesagt, er werde mal eine Karriere wie René Deltgen hinlegen. Am 1. Juni 1955 wurden Fotografien von ihm zum einen an der Seite von Deltgen, zum anderen zusammen mit Romy Schneider und Magda Schneider.
Nach seiner Übersiedlung in die DDR folgten Engagements an den Theatern in Wittenberg und Plauen. 1959 wurde er am Schauspielhaus Leipzig engagiert, wo er bis kurz vor seinem Tode wirkte. Noch 1995 trat er dort in Armin Petras’ Inszenierung von Sergi Belbels Streicheleinheiten als schwuler, älterer Mann im Hauptprogramm auf.
Paul-Dolf Neis hat in einigen Film- und Fernsehproduktionen mitgewirkt. Daneben arbeitete er als Synchronsprecher. Er synchronisierte in der deutschen Fassung des jugoslawischen Films Koraci kroz magle (deutscher Titel: Schritte im Nebel) den Schauspieler Husein Cokic in der Rolle des „Murdja“, 1959 in Das Märchen vom Bären Ondrej Jiří Papež in der Rolle des „Ondřej“ und in der 1980er Fassung des Films Gespenster im Schloß den Schauspieler Milburn Stone in der Rolle des „Pat Vickery“. In der Online-Datenbank HörDat sind 26 Einträge zu Hörspielen verzeichnet, in den er als Hörspielsprecher mitwirkte. In der MDR-Hörspielproduktion Uhrwerk Orange sprach er noch 1995 den Wärter.
Seine Lebensgefährtin war die niederländische Schauspielerin Marylu Poolman. Die beiden lernten sich 1959 kennen, als Neis ans Leipziger Theater kam.

## Filmografie
- 1958: Das Lied der Matrosen
- 1961: Der Fall Gleiwitz
- 1966: Zeugen (1966)
- 1967: Schritte im Nebel (Koraci kroz magle)
- 1972: Der Adjudant (Fernsehserie)
- 1986–1988: Vera – Der schwere Weg der Erkenntnis
- 1992: Die Lügnerin

## Synchronisation (Auswahl)
- 1959: Das Märchen vom Bären Ondrej
- 1976: Schritte im Nebel
- 1980: Gespenster im Schloß